# Lill-Blästtjärnen
Lill-Blästtjärnen är en sjö i Älvdalens kommun i Dalarna och ingår i Dalälvens huvudavrinningsområde.